# Eriosyce garaventae
Eriosyce garaventae ist eine Pflanzenart in der Gattung Eriosyce aus der Familie der Kakteengewächse (Cactaceae). Das Artepitheton garaventae ehrt Augustinus Garaventa, den Mitbegründer des Nationalparks La Campana.

## Beschreibung
Eriosyce garaventae wächst mit kugelförmigen bis verlängerten, grasgrünen bis blaugrünen Trieben und erreicht Durchmesser von 6 bis 12 Zentimeter. Die faserigen Wurzeln erscheinen aus einer kurzen Pfahlwurzel. Es sind elf bis 16 Rippen vorhanden, die tief gekerbt sind. Die ziemlich dicken Dornen sind strohgelb. Die ein bis sechs aufwärts gebogenen Mitteldornen sind 2,5 bis 4,5 Zentimeter lang. Es werden zwölf Randdornen ausgebildet.
Die trichterförmigen, hellgelben Blüten werden zu ihrer Basis hin rötlich. Gelegentlich ist ein rötlicher Mittelstreifen vorhanden. Sie sind 3,5 bis 5 Zentimeter lang und weisen einen Durchmesser von bis zu 4 Zentimeter auf. Die verlängerten, gelblichen  Früchte sind hohl und bis zu 2,5 Zentimeter lang. Sie öffnen sich mit einer basalen Pore.

## Verbreitung, Systematik und Gefährdung
Eriosyce garaventae ist in der chilenischen Region Valparaíso in höheren Lagen des Cerro La Campana verbreitet.
Die Erstbeschreibung als Horridocactus garaventae erfolgte 1959 durch Friedrich Ritter. Fred Kattermann stellte die Art 1994 in die Gattung Eriosyce. Weitere nomenklatorische Synonyme sind Pyrrhocactus garaventae (F.Ritter) F.Ritter (1959), Neoporteria curvispina var. garaventae (F.Ritter) Donald & G.D.Rowley (1966) und Neoporteria garaventae (F.Ritter) Ferryman (1991).
In der Roten Liste gefährdeter Arten der IUCN wird die Art als „Least Concern (LC)“, d. h. als nicht gefährdet geführt.

## Nachweise